# Pokémon Link!
Pokémon Link! o Pokémon Trozei! (ポケモントローゼ?, Pokemon Torōze) è un videogioco rompicapo della serie Pokémon per Nintendo DS basato sui videogiochi Pokémon Puzzle Challenge e Pokémon Puzzle League. Venne pubblicato per la prima volta in Giappone il 20 ottobre 2005 ed uscì in Nord America e in Europa solo nel 2006, rispettivamente il 6 marzo e il 28 aprile. Nel 2014 viene distribuito un sequel del gioco dal titolo Pokémon Link: Battle!.

## Trama

Immagine di gioco

Lo scopo del gioco è quello di aiutare Corinna Pielesto, agente segreto della SOL (Secret Operation League) per salvare i Pokémon dell'organizzazione criminale Lunox. L'unico modo per metterli al sicuro è di metterne quattro o più in fila in modo che il satellite possa trasportarli nella base della SOL. I Ditto possono sostituire qualunque Pokémon nelle combinazioni.
Superando di livello in livello i soldati nemici è possibile completare il gioco sconfiggendo il boss finale, Battaglione Lunox (Phobos Battalion). Una volta terminata l'avventura è possibile, solamente una volta, completare le stesse missioni del gioco a livello difficile.